# Rimowa
RIMOWA è un'azienda tedesca che produce valigie di alluminio e policarbonato. Il nome deriva dal nome del figlio del fondatore, Richard Morszeck Warenzeichen. Nel 2016 la società fu acquisita dalla multinazionale francese LVMH.

## Storia

### In alluminio
Fondata a Colonia nel 1898 da Paul Morszeck, la fabbrica produce borse in tessuto e valigie in parte ancora in legno. Poi, col tempo, borse e valigie sono realizzate in pelle. A metà degli anni trenta l'azienda è distrutta da un incendio, vanno in fumo tutti i materiali utilizzati per la produzione ad eccezione del calcio di alluminio. Così nel 1937 Richard, il figlio, realizza  la prima valigia interamente in alluminio, in grado di offrire i vantaggi combinati di una lunga durata con un peso ridotto. Solo nel 1950 è prodotta la prima valigia in alluminio con la caratteristica struttura di contorno a costine parallele che si ispirano alla fusoliera del primo aereo di linea interamente in alluminio, il Junkers F-13.

### In policarbonato
Nel 1976, quando in azienda c'è già un esponente della terza generazione, Dieter Morszeck, viene prodotta la prima valigia di metallo a basso peso e resistente all'acqua. Un sistema impermeabile usato inizialmente per la protezione dei materiali di troupe cinematografiche e televisive. Nel 2000 è utilizzato per la prima volta il policarbonato, un materiale già utilizzato nella tecnologia aeronautica, resistente ma anche molto leggero. I prodotti sono fabbricati in Germania, Repubblica Ceca, Canada e Brasile, la maggior parte del processo produttivo è ancora svolto a mano in quanto è l'unico modo per garantire la qualità. Solo il corpo di policarbonato è sagomato da un macchinario. Per realizzare una valigia occorrono 205 parti individuali e oltre 90 processi di lavoro. Il tempo richiesto è di 117 minuti.
Nel 2001 è lanciato il sistema brevettato Multiwheel su cuscinetti a sfere, grazie al quale è possibile ruotare e manovrare senza sforzo in qualsiasi direzione anche valigie molto pesanti. Nel 2006 la valigia è dotata di serrature TSA che possono essere aperte e chiuse per i controlli senza danni. In collaborazione con Lufthansa è lanciato Electronic Tag per semplificare il check-in dei bagagli: i dati presenti sulla carta d'imbarco sono trasmessi tramite Bluetooth all'etichetta elettronica integrata all'interno della valigia Rimowa ma, purtroppo, tale nuovo standard non ha avuto successo ed è stato abbandonato.
Nel 2008 si espande la gamma dei prodotti. Prima con la serie Salsa De Luxe, disponibile in nuovi colori e subito affiancata dalla collezione di lusso Topas Titanium; poi nel 2009 con Salsa Air, la più leggera di tutti i tempi; quindi nel 2011 con Salsa Air Ultralight.

### Cambio di proprietà
Il 23 gennaio 2017, in base all'accordo di transazione annunciato il 4 ottobre 2016, LVMH, la multinazionale francese specializzata in beni di lusso, acquisisce per 640 milioni di euro una quota dell'80% in Rimowa. Il restante 20% è coperto da un'opzione put concessa da LVMH, esercitabile a partire dal 2020. Rimowa è pienamente consolidata nel gruppo francese a partire da gennaio 2017. Le entrate di Rimowa per il 2016 si aggiravano sui 400 milioni di euro. Alla guida dell'azienda rimane Dieter Morszeck affiancato dal giovane figlio di Bernard Arnault, Alexandre. In occasione degli 80 anni dell'azienda, le valigie sono state ridisegnate da personaggi noti, dallo stilista Karl Lagerfeld al regista David Fincher.